# République populaire du Bénin
1975–1990
Entités précédentes :
- République du Dahomey

Entités suivantes :
- Bénin

La république populaire du Bénin est le régime politique du Bénin de 1975 à 1990. Le pays était alors gouverné par le Parti de la révolution populaire du Bénin, parti d'inspiration marxiste-léniniste.
Le régime de la république populaire du Bénin connut des transformations importantes au cours de son existence : une brève période nationaliste (1972-1974) ; une phase socialiste (1974-1982) ; et une phase comportant une ouverture vers les pays occidentaux et le libéralisme économique (1982-1990).

## Historique

### Mise en place du régime
Le 26 octobre 1972, l'armée prend le pouvoir en république du Dahomey et dissout le Conseil présidentiel ainsi que l'Assemblée nationale. Le commandant Mathieu Kérékou prend la tête du nouveau gouvernement. Le 30 novembre 1972 est publié le discours-programme de « Politique Nouvelle d’Indépendance Nationale ». Un nouvel organisme, le Conseil national de la révolution, est créé : la « formation idéologique et patriotique » devient obligatoire. L'administration territoriale est réformée, maires et députés remplaçant les structures traditionnelles (chefs de village, couvents, prêtres animistes…). Le 30 novembre 1974 prononce à Abomey, devant une assemblée de notables stupéfaits, un discours proclamant l'adhésion officielle de son gouvernement au marxisme-léninisme. La république du Dahomey s'aligne sur l'URSS. Le Parti de la révolution populaire du Bénin, conçu comme un parti « d'avant-garde », est créé le même jour. En 1974, sous l'influence de jeunes révolutionnaires – les « Ligueurs » – le gouvernement engagea un programme de nature socialiste : nationalisation des secteurs stratégiques de l'économie, réforme du système éducatif, mise en place de coopératives agricoles et de nouvelles structures d'administration locale, lancement d'une campagne d'éradication des « forces féodales » dont notamment le tribalisme. La première année de pouvoir « marxiste » est marquée par des purges dans l'appareil d'État. Kérékou fait condamner, et parfois exécuter, diverses personnalités de l'ancien régime politique, ainsi que certains de ses propres collaborateurs : le capitaine Michel Aikpé, ministre de l'intérieur, est abattu par un garde du corps du chef de l’État dans ce qui semble avoir été une tentative de coup d’État,. Le 30 novembre 1975, à l'occasion du premier anniversaire du discours d'Abomey, le nom de Dahomey est symboliquement abandonné au profit de celui de Bénin, du nom du royaume du Bénin qui s'était autrefois épanoui au Nigeria voisin. Le pays devient la république populaire du Bénin. La fête nationale est fixée au 30 novembre, faisant référence aux trois journées de 1972, 1974 et 1975, surnommées par le régime « les Trois glorieuses ».
En janvier 1977, une tentative de coup d'État, dite Opération Crevette, menée par le mercenaire Bob Denard et appuyée par la France, le Gabon et le Maroc, échoue et contribue à durcir le régime, qui s'oriente désormais officiellement vers la voie du gouvernement à parti unique. La constitution est adoptée le 26 août de la même année, son article 4 précisant qu'« en république populaire du Bénin, la voie de développement est le socialisme. Son fondement philosophique est le marxisme-léninisme qui doit être appliqué de manière vivante et créative aux réalités béninoises. Toutes les activités de la vie sociale nationale en république populaire du Bénin s'organisent dans cette voie sous la direction du Parti de la révolution populaire du Bénin, détachement d'avant-garde des masses exploitées et opprimées, noyau dirigeant du peuple béninois tout entier et de sa révolution ». Une loi fondamentale institue une assemblée nationale toute-puissante.

### Politiques intérieures
L'opposition est muselée, et les prisonniers politiques restent détenus des années sans jugement ; les élections se déroulent selon un système de candidatures uniques. Des campagnes sont menées pour le développement rural et l'amélioration de l'éducation. Le gouvernement mène également une politique d'inspiration antireligieuse, dans le but d'extirper la sorcellerie, les « forces du mal » et les « croyances rétrogrades » (le vaudou, religion traditionnelle bien implantée dans le Sud, est interdit), ce qui n'empêche pas Kérékou, quelques années plus tard, d'avoir son marabout personnel. La république populaire du Bénin ne bénéficie que d'une aide modeste de la part des autres pays communistes, accueillant quelques équipes de coopérants venus de Cuba, d'Allemagne de l'Est, d'URSS ou de Corée du Nord. Élu président par l'Assemblée nationale révolutionnaire en 1980, réélu en 1984, Mathieu Kérékou échappe à trois tentatives de coup d'État en 1988. 
Le Bénin tente de vastes programmes de développement économique et social mais sans obtenir de résultats probants. La mauvaise gestion et la corruption minent l'économie du pays. La stratégie d'industrialisation du marché intérieur du Bénin entraîne une escalade de la dette extérieure. Entre 1980 et 1985, le service annuel de sa dette extérieure passe de 20 à 49 millions de dollars, tandis que son produit national brut chute de 1,402 à 1,024 milliard de dollars et que le stock de sa dette explose de 424 à 817 millions. Les trois anciens présidents, Hubert Maga, Sourou Migan Apithy et Justin Ahomadegbé (emprisonnés en 1972) sont libérés en 1981.

### Crise économique
Dans les années 1980, la situation économique du Bénin est de plus en plus critique. Le pays connait des taux de croissance économique élevés (15,6 % en 1982, 4,6 % en 1983 et 8,2 % en 1984) mais la fermeture par le Nigeria de sa frontière avec le Bénin entraine une chute brutale des revenus douaniers et fiscaux. L'État n'est plus en mesure de payer les salaires des fonctionnaires.

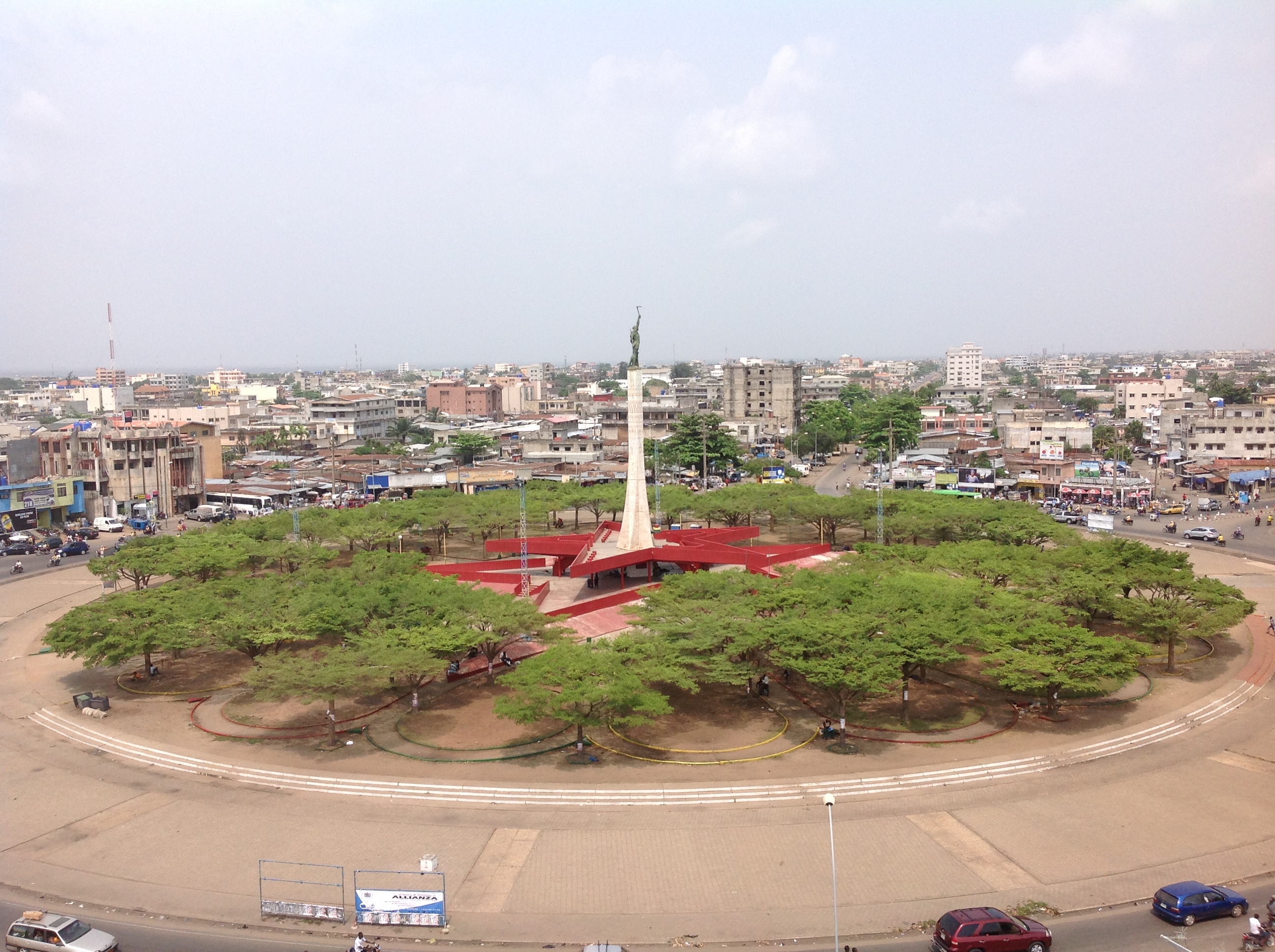
La place de l'Étoile rouge à Cotonou, plus grand des monuments marquant l'histoire du marxisme au Bénin.

En 1986, la situation économique du Bénin est devenue critique : le régime, déjà surnommé ironiquement le « marxisme-béninisme », hérite du sobriquet de « laxisme-léninisme ». Une rumeur populaire affirme que le nombre de sympathisants convaincus du régime ne dépasse pas la douzaine. L'agriculture est désorganisée, la Banque commerciale du Bénin ruinée, et les collectivités sont en grande partie paralysées faute de budget. Sur le plan politique, les violations des droits de l'homme, avec des cas de tortures infligés aux prisonniers politiques, contribuent à la tension sociale : l'église et les syndicats s'opposent de plus en plus ouvertement au régime. Les plans du FMI imposent en 1987 des mesures économiques draconiennes : prélèvements supplémentaires de 10 % sur les salaires, gel des embauches, et mises à la retraite d'office. Le 16 juin 1989, la république populaire du Bénin signe avec le FMI son premier plan d’ajustement, en échange d’une facilité d’ajustement structurel renforcé (FASR) de 21,9 millions de droits de tirages spéciaux du FMI. Sont prévus : une réduction des dépenses publiques et réforme fiscale, privatisation, la réorganisation ou liquidation des entreprises publiques, une politique de libéralisation et l'obligation de ne contracter que des emprunts à taux concessionnels. L'accord avec le FMI contribue à déclencher une grève massive des étudiants et des fonctionnaires, qui réclament le paiement de leurs salaires et de leurs bourses. Le 22 juin 1989, le pays signe un premier accord de rééchelonnement avec le Club de Paris, pour un montant de 199 millions de dollars; le Bénin se voit accorder un allégement de 14,1 % de sa dette.

### Abandon du marxisme-léninisme et transition politique
Les troubles sociaux et politiques, la situation économique catastrophique et la chute des régimes communistes en Europe, conduisent Mathieu Kérékou à accepter de mettre un terme à son propre régime. En février 1989, une lettre pastorale signée des onze évêques du Bénin exprime sa condamnation de la république populaire du Bénin. Le 7 décembre 1989, Kérékou prend les devants et surprend la population en diffusant un communiqué officiel qui annonce l'abandon du marxisme-léninisme, la liquidation du bureau politique, et la fermeture du comité central du parti. Le gouvernement accepte l'instauration d'une Conférence nationale, réunissant les représentants des différents mouvements politiques. La Conférence s'ouvre le 19 février 1990 : Mathieu Kérékou s'y exprime en personne le 21 et reconnaît publiquement l'échec de sa politique, déclarant avoir honte de lui-même. Les travaux de la conférence décident de la rédaction d'une nouvelle constitution et de la mise en place d'un processus démocratique assuré par un gouvernement provisoire confié à un premier ministre. Kérékou demeure chef de l'État à titre transitoire. Mathieu Kérékou déclare le 28 février à l'attention de la Conférence : « j'accepte toutes les conclusions de vos travaux ».
Un gouvernement de transition, mis en place en 1990, ouvre la voie au retour de la démocratie et du multipartisme. La nouvelle constitution est adoptée par référendum le 2 décembre 1990. Le nom officiel de Bénin est conservé pour le pays, qui devient la république du Bénin. Le Premier ministre, Nicéphore Soglo, remporte 67,7 % des voix et bat Mathieu Kérékou à l'élection présidentielle de mars 1991. Mathieu Kérékou accepte le résultat des élections et quitte le pouvoir. Il redevient président de la République en remportant les élections de 1996, ayant entretemps abandonné toute référence au marxisme et à l'athéisme pour devenir pasteur évangélique. Son retour au pouvoir n'entraîne aucun rétablissement du régime marxiste-léniniste au Bénin.